# مانوئل پانگیلینان
مانوئل پانگیلینان (انگلیسی: Manuel Pangilinan) (زاده ۱۹۴۶) کارآفرین، اقتصاددان، بازرگان و مدیر ارشد اجرایی فیلیپینی است، که در حال حاضر به‌عنوان رییس هیئت مدیره شرکت تلفن راه‌دور فیلیپین و شرکت توسعه ای‌بی‌سی فعالیت می‌نماید.